# Hantos
Hantos je vas na Madžarskem, ki upravno spada pod podregijo Sárbogárdi Županije Fejér.